# 1992年の宝塚歌劇公演一覧
本項目では、1992年の宝塚歌劇公演一覧（1992ねんのたからづかかげきこうえんいちらん）について示す。

## 宝塚大劇場公演
（）内は、作者または演出者名。参考資料は90年史。

### 月組
- 1月1日 - 2月11日
  - 『珈琲カルナバル』（柴田侑宏）
  - 『夢・フラグランス』（岡田敬二）

### 花組
- 2月14日 - 3月24日
  - 『白扇花集』（内海重典　監修、横澤英雄　構成・演出、花柳寿楽　演出・振付）
  - 『スパルタカス』（小原弘稔）

### 雪組
- 3月26日 - 5月12日
  - 『この恋は雲の涯まで』（植田紳爾、尾上松緑　演出）

### 星組
- 5月15日 - 6月30日
  - 『白夜伝説』（谷正純）
  - 『ワンナイト・ミラージュ』（酒井澄夫）

### 月組
- 7月3日 - 8月18日
  - 『PUCK』（小池修一郎　脚本・演出）
  - 『メモリーズ・オブ・ユー』（草野旦）

### 花組
- 8月20日 - 10月6日
  - 『心の旅路』（中村暁　脚本・演出）
  - 『ファンシー・タッチ』（三木章雄）

### 雪組
- 10月9日 - 11月24日
  - 『忠臣蔵〜花に散り雪に散り〜』（柴田侑宏）

旧・宝塚大劇場閉鎖

## 東京宝塚劇場公演
（）内は、作者または演出者名。参考資料は90年史。

### 星組
- 3月5日 - 3月31日
  - 『紫禁城の落日』（植田紳爾）

### 月組
- 4月4日 - 4月29日
  - 『珈琲カルナバル』（柴田侑宏）
  - 『夢・フラグランス』（岡田敬二）

### 花組
- 6月4日 - 6月28日
  - 『白扇花集』（内海重典　監修、横澤英雄　構成・演出、花柳寿楽　演出）
  - 『スパルタカス』（小原弘稔）

### 雪組
- 7月2日 - 7月29日
  - 『この恋は雲の涯まで』（植田紳爾、尾上松緑　演出）

### 星組
- 8月2日 - 8月29日
  - 『白夜伝説』（谷正純）
  - 『ワンナイト・ミラージュ』（酒井澄夫）

### 月組
- 11月2日 - 11月27日
  - 『PUCK』（小池修一郎）
  - 『メモリーズ・オブ・ユー』（草野旦）

### 花組
- 12月1日 - 12月25日
  - 『心の旅路』（中村暁　脚本・演出）
  - 『ファンシー・タッチ』（三木章雄）

## 宝塚バウホール公演
（）内は、作者または演出者名。参考資料は90年史。

### 花組
- 1月2日 - 1月12日
  - 『ドニエプルの赤い罌粟』（大関弘政）

### 星組
- 1月18日 - 2月2日
  - 『FANTASTIC"N"』（三木章雄）

### 月組
- 2月22日 - 3月9日
  - 『ボンジュール・シャックスパー!』（太田哲則）

### 花組
- 4月26日 - 5月10日
  - 『けれど夢の中で　めざめたときに』（中村暁）

### 雪組
- 5月30日 - 6月9日
  - 『恋人たちの神話』（石田昌也）

- 8月22日 - 9月5日
  - 『ヴァレンチノ』（小池修一郎）

### 月組
- 9月12日 - 9月27日
  - 『高照す日の皇子』（谷正純）

### 星組
- 10月3日 - 10月16日
  - 『ハロー、ジョージ!』（太田哲則）

### 花組
- 10月25日 - 11月10日
  - 『フラワー・ドラム・ソング』（村上信夫　脚色・演出・訳詞）

## その他の日本公演
（）内は、作者または演出者名。参考資料は90年史。

### 花組・特別
- 1月7日 - 1月12日　東京・日本青年館
  - 『ディーン』（岡田敬二　潤色・演出）

### 雪組
- 2月2日 - 2月17日　名古屋・中日劇場
  - 『華麗なるギャツビー』（小池修一郎　脚本・演出）
  - 『ラバーズ・コンチェルト』（村上信夫）

### 月組・特別
- 2月22日 - 2月27日　東京・日本青年館
  - 『カウントダウン!<カウントダウン・1991・改題>』（石田昌也）

- 3月1日 - 3月3日　名古屋・愛知文化講堂
  - 『カウントダウン!<カウントダウン・1991・改題>』（石田昌也）

### 花組
- 4月14日 - 4月29日　一宮、瀬戸、多摩、市川、大宮、静岡、新城、四日市、半田、大津、広島
  - 『小さな花がひらいた』（柴田侑宏　脚本・演出）
  - 『ジャンクション24』（草野旦）

- 5月1日 - 5月5日　福岡市民会館
  - 『小さな花がひらいた』（柴田侑宏　脚本・演出）
  - 『ジャンクション24』（草野旦）

### 月組・特別
- 5月7日 - 5月12日　東京・日本青年館
  - 『BLUFF』（正塚晴彦）

### 雪組・特別
- 5月25日 - 5月28日　東京・ゆうぽうと簡易保険ホール
  - 『微笑みの国』（村上信夫　脚色・演出・訳詞）

- 5月30日 - 6月1日　名古屋・愛知厚生年金会館
  - 『微笑みの国』（村上信夫　脚色・演出・訳詞）

### 月組
- 9月12日 - 10月4日　守山、江南、豊川、豊田、武蔵野、市川、川口、仙台、多賀城、宇都宮、高松、鹿児島
  - 『珈琲カルナバル』（柴田侑宏）
  - 『夢・フラグランス』（岡田敬二）

### 星組・特別
- 9月22日 - 9月30日　東京・日本青年館
  - 『グランサッソの百合』（小原弘稔）

- 10月3日・4日　名古屋・愛知厚生年金会館
  - 『グランサッソの百合』（小原弘稔）

### 月組・特別
- 10月2日 - 10月9日　東京・日本青年館
  - 『高照らす日の皇子』（谷正純）

### 花組・特別
- 10月18日 - 10月23日　東京・日本青年館
  - 『ドニエプルの赤い罌粟』（大関弘政)

### 合同・特別
- 12月15日 - 12月20日　大阪・シアター・ドラマシティ
  - 『TAKARAZUKA"夢"』（草野旦）

### 月雪組・特別
- 12月23日 - 12月29日　大阪・シアター・ドラマシティ
  - 『ジャンプ・フォー・ジョイ』（三木章雄）

## ニューヨーク（ジョイス・シアター）公演
参考資料は80年史。
- 1992年10月24日大阪国際空港出発、11月17日大阪国際空港帰着

公演日と公演地
- 11月4日 - 11月5日（14回）　ニューヨーク（ジョイス劇場）

主催等
- 主催：宝塚歌劇団、ジョイスシアター
- 協賛：三菱商事 株式会社

スタッフ
- プレジデント：坂治彦
- プロデューサー：高野賢一
- マネージャー：市橋信男
- 演出：草野旦
- 演出補：三木章雄

ほか、計10人
演目
- 『TAKARAZUKA「夢」』（草野旦　作・演出）

出演者
- 大浦みずき（OG）

- 磯野千尋
- 英真なおき
- 詩乃優花
- 朋舞花
- 五峰亜季
- 絵麻緒ゆう
- 有未れお
- 希佳
- 匠ひびき
- 二条ゆずる

- 麻希ゆい
- 宝樹彩
- 湖月わたる
- みずき愛
- 風花舞
- 楓沙樹
- 星奈優里
- 悠矢奈穂
- 瑠菜まり
- まほろば遊

- 有沙美帆

（現役21人+OG1人）